# Gustavo Herrera
Gustavo Eloy Herrera Prescott (ur. 18 listopada 2005 w Colón) – panamski piłkarz występujący na pozycji napastnika, reprezentant Panamy, od 2024 roku zawodnik meksykańskiej Puebli.